# Aeroporto de Unaí

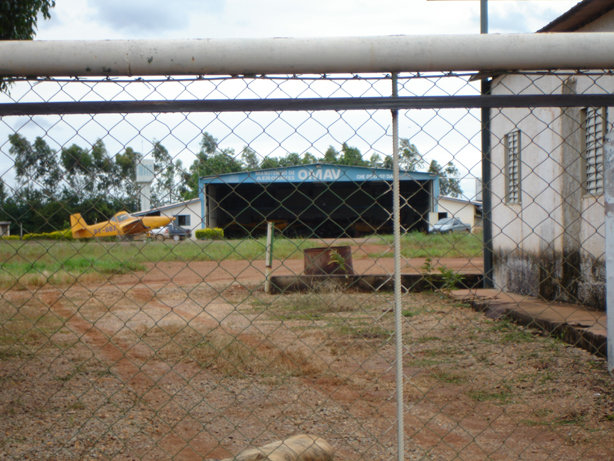
Hangar principal do Aeroporto de Unaí

O Aeroporto Regional de Unaí - Rosival Hormidas Ulhôa é um aeroporto no município de Unaí, em Minas Gerais. Possui uma pista de 1292 metros, permitido o pouso de aviões a hélice de médio porte e de aviões à turbina de pequeno porte. Foi inicialmente construído para dar suporte ao aeroporto de Brasília, mas o projeto foi deixado de lado e o aeroporto nunca recebeu voos comerciais. É utilizado por aviões borrifadores de agrotóxicos em plantações e possui alguns hangares.
O Aeroporto de Unaí tem uma elevação de 609m contando a partir do nível do mar. As cabeceiras de pista possuem numeração 17 e 35. A pista é asfaltada 10/F/C/X/U. A matrícula do Aeródromo, consoante definições da Organização Internacional de Aviação Civil OACI - ICAO é SNUN. É público e está no fuso -3 horas em relação ao horário de Greenwich.
A localização de Unaí é privilegiada uma vez que o município está inserido numa rede urbana formada por prósperas cidades, estando a 170 km de Brasília (Capital Federal), a 609.93 de Belo Horizonte (Capital do Estado), 350 km de Goiânia e a 100 km de Paracatu, interligadas pelas rodovias BR-040, BR-251, MG-188, e MG-121 respectivamente. Unaí limita-se com os municípios mineiros de Paracatu, Cabeceira Grande, Uruana de Minas, Dom Bosco, Natalândia, Buritis e Arinos, e com o município goiano de Cristalina.